# Dufferin (Nuevo Brunswick)
Dufferin es una parroquia canadiense situada en la provincia de Nuevo Brunswick.

## Superficie
Dufferin tiene una superficie de 12,34 km².

## Demografía
En 2021, tenía 565 habitantes, una densidad poblacional de 45,8 hab./km², y 265 viviendas.